# Гвідо Бургшталлер
Гвідо Бургшталлер (нім. Guido Burgstaller, нар. 29 квітня 1989, Філлах) — австрійський футболіст, півзахисник клубу «Рапід» (Відень).

## Клубна кар'єра
Народився 29 квітня 1989 року в місті Філлах. Вихованець юнацьких команд футбольних клубів KÖ Gmünd та «Каринтія».
У дорослому футболі дебютував 2007 року виступами за команду клубу «Каринтія», в якій провів один сезон, взявши участь у 33 матчах чемпіонату. Більшість часу, проведеного у складі «Каринтії», був основним гравцем команди.
Своєю грою за цю команду привернув увагу представників тренерського штабу клубу «Вінер-Нойштадт», до складу якого приєднався 2008 року. Відіграв за команду з міста Вінер-Нойштадт наступні три сезони своєї ігрової кар'єри. Граючи у складі «Вінер-Нойштадта» також здебільшого виходив на поле в основному складі команди.
До складу клубу «Рапід» (Відень) приєднався 2011 року. Протягом наступних трьох сезонів відіграв за віденську команду 85 матчів в національному чемпіонаті, в яких показав гарну, як для півзахисника, результативність, забивши 24 голи.
У травні 2014 року австрієць уклав трирічний контракт з представником англійського чемпіонату «Кардіфф Сіті». Проте, провівши у національній першості лише три матчі, наприкінці січня 2015 гравець залишив клуб за згодою сторін і за декілька днів приєднався до німецького друголігового «Нюрнберга».
З 2017 по 2020 роки Гвідо захищав кольори команди Шальке 04.
У вересні 2020 року перейшов до друголігового «Санкт-Паулі».
У червні 2022 року Бургшталлер повернувся до клубу «Рапід» (Відень) кольори якого він захищав з 2011 по 2014 роки, контракт діє до червня 2024 року.

## Виступи за збірну
У 2012 році дебютував в офіційних матчах у складі національної збірної Австрії. Провів у формі головної команди країни 25 матчів, забив 2 голи. 26 серпня 2019 року оголосив про завершення кар'єри гравця збірної.

## Досягнення

### Особисті
- Найкращий бомбардир чемпіонату Австрії (1): 2022/23 (21 гол)